# Alleanza dei tre imperatori
L’Alleanza dei tre imperatori (in tedesco: Dreikaiserbund) o Seconda lega dei tre imperatori fu un patto militare difensivo di neutralità stipulato a Berlino il 18 giugno 1881 fra Guglielmo I di Germania, Francesco Giuseppe d’Austria-Ungheria e Alessandro III di Russia.
Il trattato stabiliva che nel caso una delle potenze firmatarie si fosse trovata in stato di guerra con un'altra potenza, le altre due si sarebbero astenute dall'attaccarla, mantenendo una neutralità benevola. Inoltre, nelle intenzioni del suo promotore, il cancelliere tedesco Otto von Bismarck, l'alleanza stabiliva le sfere d'influenza nei Balcani di Austria e Russia.
Il patto fu rinnovato nel 1884 e rimase in vigore fino al 1887, anno in cui dopo una lunga crisi nei rapporti fra Austria e Russia, Germania e Russia firmarono separatamente il Trattato di controassicurazione.

## Il contesto

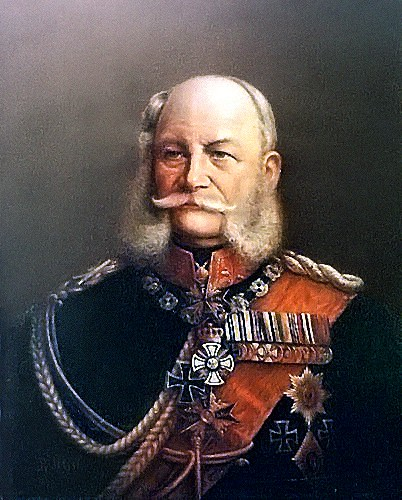
Guglielmo I di Germania

Germania, Russia e Austria nel 1873 avevano concluso la Lega dei tre imperatori, un accordo vago ma che assicurava, grazie ad un patto fra monarchi, la stabilità fra le tre potenze conservatrici. Il cancelliere tedesco Bismarck, tuttavia, considerando insufficiente tale accordo, nel 1879, nel timore di un attacco proprio della Russia, concluse la Duplice alleanza con l'Austria. Successivamente, per consolidare il suo sistema politico e isolare il nemico storico della Germania, la Francia, decise di attrarre nella sua sfera anche la Russia e rinnovare la Lega dei tre imperatori con un accordo più solido.
In questo fu favorito dalle circostanze: la Gran Bretagna, che fino a qualche anno prima aveva attuato una politica energica contro la Russia, dal 1880, con il governo del liberale Gladstone, si era limitata ad una gestione dei risultati conseguiti. Ciò portò al fallimento delle aperture austriache nei confronti di Londra contro San Pietroburgo dove invece aveva vinto il partito favorevole al contrasto con l'Impero britannico. Il partito filoinglese in Austria perse così terreno dando via libera a Bismarck per una vera alleanza difensiva fra Germania, Russia e Austria.

## Le trattative

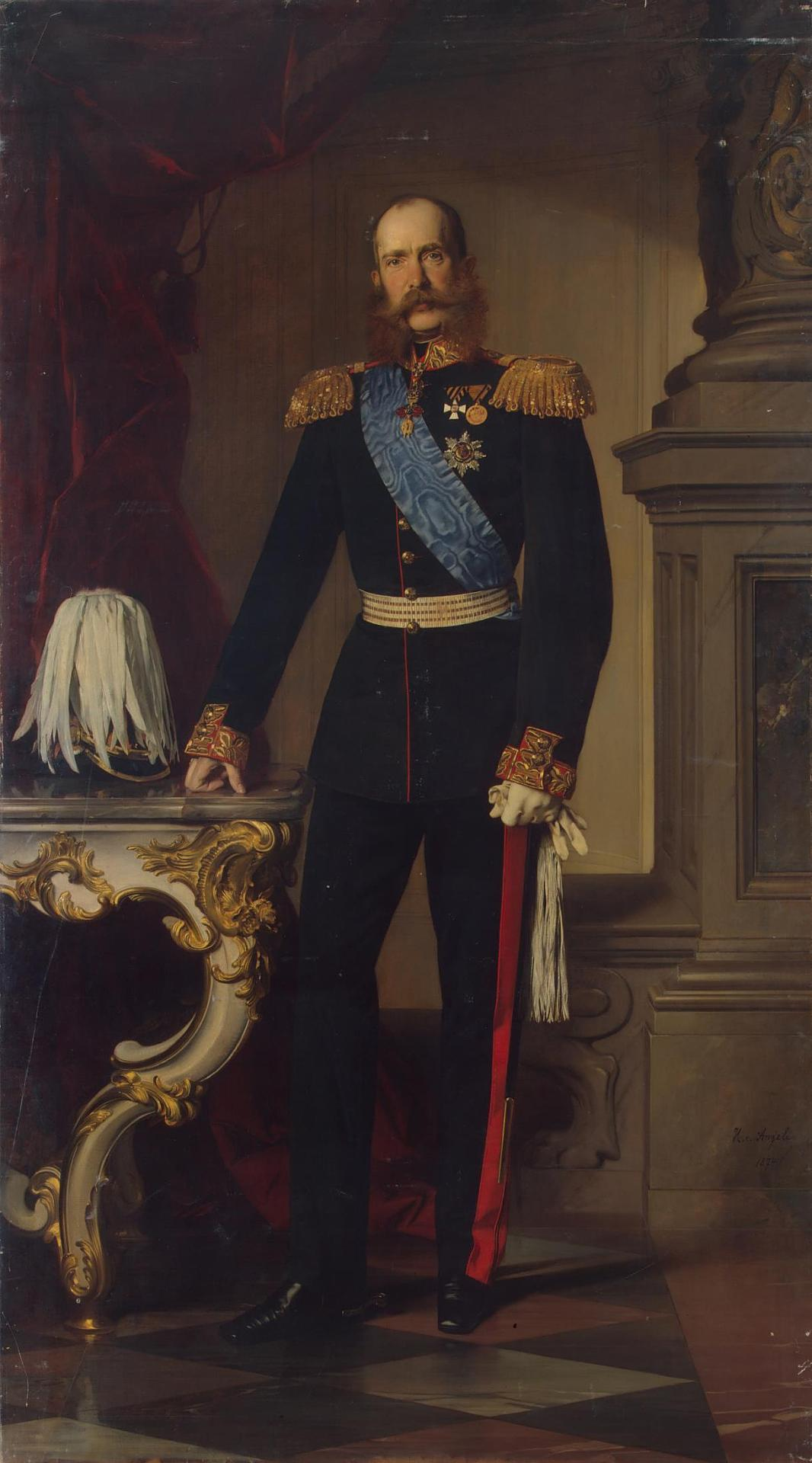
Francesco Giuseppe d'Austria nel 1874

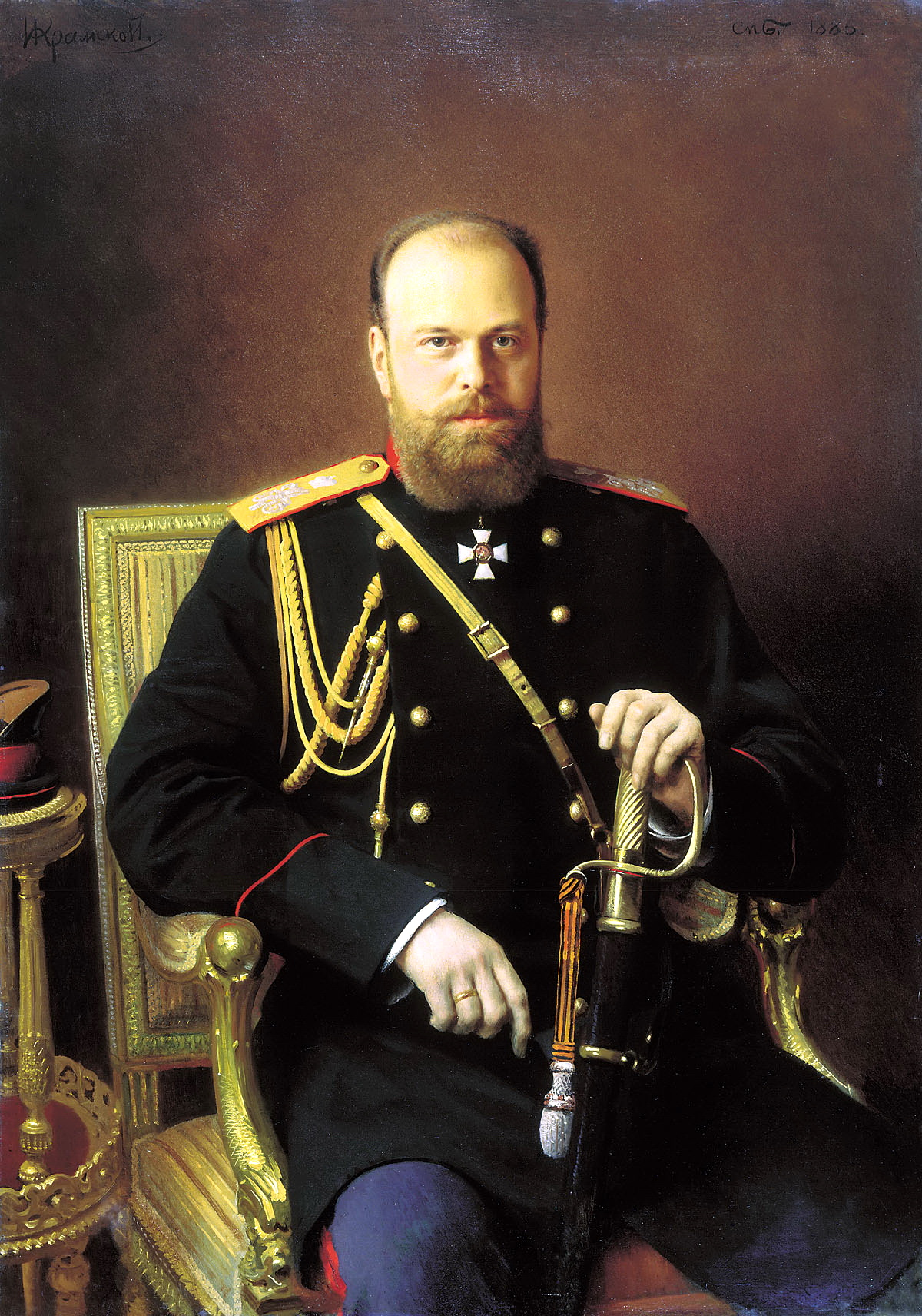
Alessandro III di Russia

I diplomatici a cui fece riferimento Bismarck per iniziare i colloqui furono l'ambasciatore dello Zar a Berlino, Pëtr Aleksandrovič Saburov, e il Ministro degli esteri austriaco Heinrich Karl von Haymerle.
Saburov fece intendere che la Russia desiderava garanzie contro la Gran Bretagna se questa avesse minacciato i Dardanelli, oltre ad un impegno affinché non ci fossero modifiche allo status quo nei Balcani senza il benestare della Russia. Haymerle, invece, si sentiva tranquillo con la Duplice alleanza e nutriva scarsa fiducia nella correttezza dei russi in un eventuale accordo sui Balcani. In alternativa egli avrebbe preferito un'alleanza con l'Italia alla quale, però, Bismarck non era interessato, almeno rispetto a quanto gli interessava la Russia.
L'Italia fu, anzi, una carta che il cancelliere tedesco giocò a suo favore. Quando nel febbraio 1880 Haymerle propose un'alleanza fra Austria, Germania e Gran Bretagna, asserendo che quest'ultima avrebbe potuto mitigare i moti irredentisti in Italia, Bismarck ribadì che l'Italia non aveva alcuna importanza. Trascorso un anno affermò invece che l'alleanza fra Germania, Austria e Russia sarebbe valsa soprattutto a prevenire una pericolosa intesa fra Russia e Italia.
Interrotte nel marzo 1881 dall'assassinio dello zar Alessandro II, filoprussiano, le trattative ripresero con il suo successore, Alessandro III che, incerto su quale ampiezza avessero i moti rivoluzionari che avevano portato alla morte del padre, preferì non rischiare in politica estera e, vincendo la sua diffidenza per la Germania, si affidò al consiglio di molti suoi sudditi accettando la linea di Bismarck.
A questo punto anche l'imperatore d'Austria Francesco Giuseppe aderì all'idea, all'unico scopo, come confidò ad Alberto di Sassonia, di stabilire amichevoli relazioni con la Russia. Haymerle dovette allora cedere e, dopo l'assicurazione di Bismarck che la Duplice alleanza non sarebbe stata compromessa dall'intesa a tre, si mostrò d'accordo. Con l'Alleanza dei tre imperatori, firmata a Berlino il 18 giugno 1881, Bismarck intese mantenere la pace fra Russia e Austria attraverso la spartizione dei Balcani in due sfere d'influenza. Egli, inoltre, ottenne che la Russia non avrebbe potuto appoggiare un ipotetico attacco francese alla Germania. In cambio Alessandro III, grazie all'Art. 3, evitava un'eventuale seconda coalizione dopo quella di Crimea.

## Il trattato

### Gli articoli
- Art 1. Nel caso che una delle Alte Parti contraenti[9] si trovasse in guerra con una quarta grande potenza, le due altre manterranno nei suoi riguardi una neutralità benevola e dedicheranno le loro cure alla localizzazione del conflitto. Questa stipulazione si applicherà anche ad una guerra fra l'una delle tre potenze e la Turchia, ma soltanto nel caso in cui un accordo preventivo sarà stabilito fra le tre Corti sui risultati di questa guerra[10]. […]
- Art 2. La Russia, d'accordo con la Germania, dichiara la sua ferma decisione di rispettare gli interessi che derivano dalla nuova posizione assicurata all'Austria dal trattato di Berlino. Le tre Corti, desiderose di evitare ogni disaccordo fra di loro, si impegnano a tener conto dei loro interessi rispettivi nei Balcani. Esse si promettono in più che nuove modificazioni nello status quo territoriale della Turchia europea non potranno compiersi se non in virtù di un comune accordo fra di esse […]
- Art 3. Le tre Corti riconoscono il carattere europeo e mutuamente obbligatorio del principio della chiusura degli stretti del Bosforo e dei Dardanelli […] Esse vigileranno in comune che la Turchia non faccia eccezioni a questa regola in favore degli interessi di un governo qualunque, prestando a operazioni guerresche di una potenza belligerante la parte del suo Impero formata dagli Stretti[11]. In caso di infrazione, o per prevenirla […] le tre Corti avvertiranno la Turchia che esse la considererebbero, verificandosi tale caso, come postasi in stato di guerra di fronte alla parte lesa[12] […]
- Art 4. Il presente trattato sarà in vigore per lo spazio di tre anni dal giorno dello scambio delle ratifiche.
- Art 5. Le Alte Parti contraenti si promettono reciprocamente il segreto sul contenuto e sull'esistenza del presente trattato nonché del protocollo annessovi.
- Art 6. Le convenzioni segrete concluse fra l'Austria e la Russia e fra la Germania e la Russia nel 1873 sono sostituite dal presente trattato.[13]

### Il Protocollo annesso

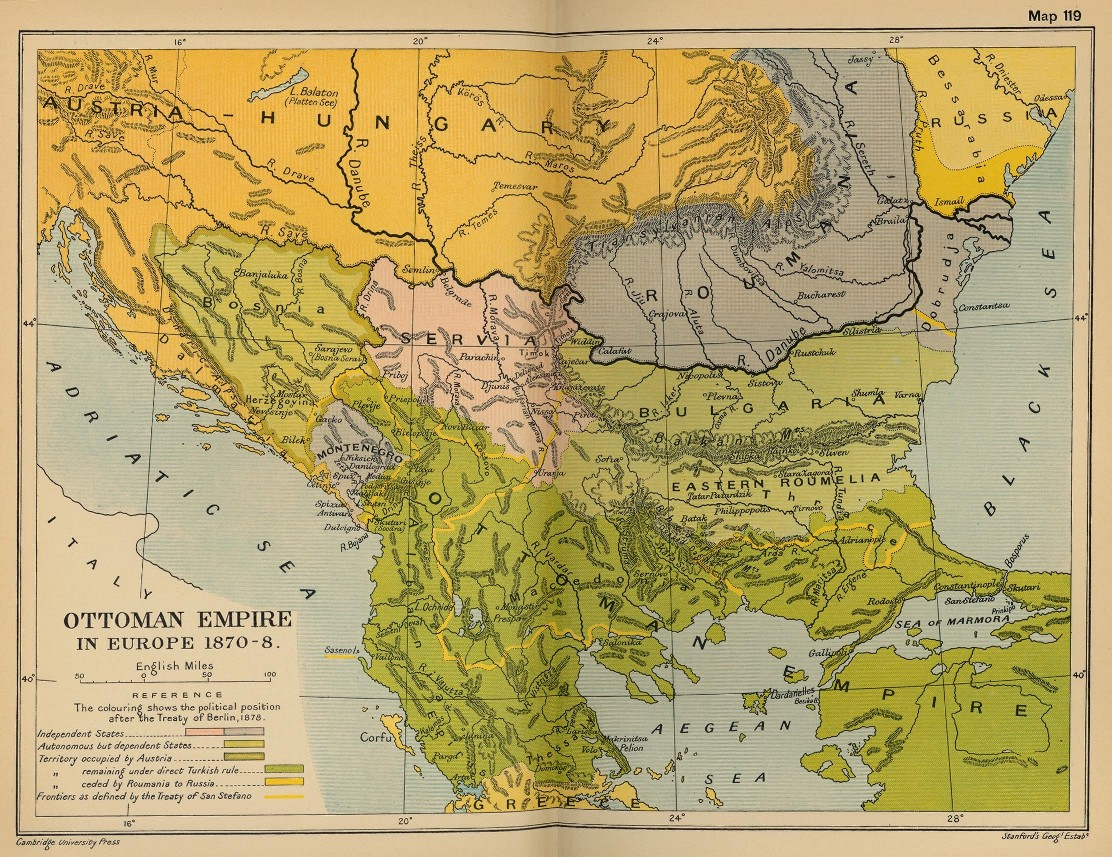
Una carta inglese dei Balcani dopo il Congresso di Berlino (1878). In giallo l'Austria (Austria-Hungary) e la Russia, in verde i territori ancora formalmente della Turchia (Ottoman Empire).

Riguardo all'art. 2 del trattato che concerneva i Balcani, un protocollo annesso precisava:
- 1. Bosnia ed Erzegovina. L'Austria si riserva di annettersi queste due province al momento che essa giudicherà opportuno.
- 2. Sangiaccato di Novi Bazar. La dichiarazione scambiata fra i plenipotenziari austriaci e quelli russi al Congresso di Berlino in data 1º-13 luglio 1878 resta in vigore.
- 3. Rumelia orientale. Le tre potenze sono d'accordo nel considerare l'eventualità di una occupazione [da parte della Turchia] sia della Rumelia orientale sia dei Balcani come piena di pericoli per la pace generale […]
- 4. Bulgaria. Le tre potenze non si opporranno alla eventuale riunione della Bulgaria e della Rumelia orientale nei limiti territoriali che sono loro assegnati dal Trattato di Berlino, se tale questione venisse a sorgere per la forza delle cose. Esse sono d'accordo per distogliere i bulgari da ogni aggressione contro le province vicine […]
- 5. Atteggiamento degli agenti in Oriente. […] Le tre Corti muniranno i loro rappresentanti e agenti in Oriente di un'istruzione generale per prescrivere loro di sforzarsi di appianare le loro divergenze mediante spiegazioni amichevoli […]

Seguivano, le firme di Emerich Széchényi (1825–1898), ambasciatore austriaco a Berlino, Otto von Bismarck e Saburov, ambasciatore russo, come abbiamo visto, già impegnato nelle trattative.

## Dalla firma al rinnovo (1881-1884)
Nell'interpretazione che le dava il Cancelliere, l'Alleanza dei tre imperatori aveva diviso i Balcani in due zone di influenza, quella occidentale (Bosnia, Serbia e Macedonia) riservata all'Austria e quella orientale (Bulgaria, Rumelia e parte della Turchia europea) riservata alla Russia. Ma questa divisione, che non emergeva letteralmente dal trattato, non era condivisa dall'Austria, la quale non era disposta ad accordare mano libera alla Russia in Bulgaria. Né a realizzare i programmi di espansione dell'ex Ministro degli Esteri Gyula Andrássy nei Balcani, stante la debolezza strutturale dell'Impero austriaco.
Haymerle, infatti, non procedette all'annessione della Bosnia che l'accordo gli consentiva, anche se accettò la richiesta di appoggio della Serbia dopo che Bulgaria e Montenegro si erano avvicinate alla Russia (con il trattato del 28 giugno 1881, Austria e Serbia si impegnarono per una politica amichevole).
Nel novembre del 1881, a seguito della morte di Haymerle, ricevette l'incarico di ministro degli Esteri austriaco Gustav Kálnoky, la cui politica estera si dimostrò molto simile a quella del predecessore. Dopo aver sostenuto e firmato la Triplice alleanza, anch'egli, nell'ottobre del 1882, rinunciò all'annessione della Bosnia e nello stesso tempo rifiutò alla Russia mano libera in Bulgaria mettendo in crisi l'idea di Bismarck delle sfere d'influenza, alla base dell'alleanza.
Il cancelliere tedesco riconobbe che la Bulgaria si trovava nella sfera d'influenza russa, mentre Kálnoky rifiutava l'idea di consegnare una così vasta area dei Balcani allo Zar.
Ad aggravare la situazione intervennero i difficili rapporti economici fra Germania e Russia, per i quali scoppiò una guerra commerciale fra gli industriali e gli agrari dei due Paesi, accompagnata da accese polemiche sulla stampa e intemperanze dei singoli Stati Maggiori. Ciò nondimeno, nel 1884, l'Alleanza dei tre imperatori fu rinnovata per altri tre anni.

## Dal rinnovo alla crisi (1884-1887)

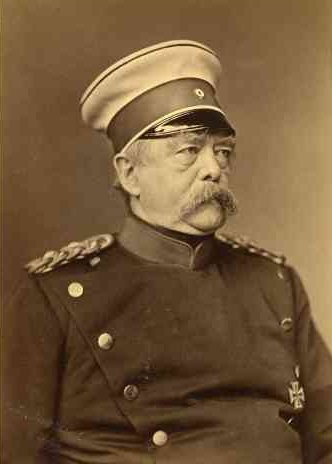
Otto von Bismarck

L'accordo fu infatti rinnovato il 27 marzo 1884 e il 15 settembre, nel castello da caccia imperiale russo di Skierniewice ci fu un ultimo tentativo di Bismarck di portare l'alleanza sui binari dell'amicizia. Ospiti dello Zar Alessandro III, sul cui animo i panslavisti filofrancesi cominciavano ad esercitare pressioni, furono Guglielmo I e Francesco Giuseppe con il loro seguito: Bismarck e il ministro degli Esteri austriaco  Kálnoky. L'incontro, che si svolse nell'ostentazione del potere zarista in Polonia, fu solo un ulteriore, vano, tentativo del cancelliere tedesco di mettere in guardia Russia e Austria sul pericolo di un disaccordo fra loro.
Il peggioramento definitivo dei rapporti fra Vienna e San Pietroburgo si ebbe con la cosiddetta Crisi bulgara. Eletto nel 1879 per desiderio dello zar Alessandro II, il principe di Bulgaria Alessandro Giuseppe di Battenberg, di origine austriaca, aveva cercato di sottrarsi all'influenza russa e lo Zar aveva deciso di deporlo con il consenso di Bismarck. Il ministro austriaco Kálnoky non era però d'accordo.
Nel 1885 Alessandro di Battenberg proclamò l'unione del suo Paese con la Rumelia orientale, mettendo, secondo i russi, una zona dei Balcani confinante con i territori dello Zar nelle mani dell'Austria. La tensione, anche militare, fra Austria e Russia crebbe e, nonostante il ricomponimento della crisi nel 1886, la Bulgaria rimase anche dopo la deposizione di Alessandro più vicina all'Austria che alla Russia.
Nulla, sostanzialmente, riavvicinò più Vienna a San Pietroburgo, entrambe certe di subire un'aggressione dell'altra nei Balcani; tanto che Bismarck, alla scadenza dell'Alleanza dei tre imperatori, fu costretto, nel giugno 1887, a concludere un accordo separato con la Russia: il trattato di controassicurazione.